# Cheng-tuan-šan
Cheng-tuan-šan (čínsky: 横断山脉) je pohoří v jihozápadní Číně, které je součástí širší soustavy Východotibetských pohoří. Je přibližně 900 kilometrů dlouhé a rozprostírá se od 33° severní šířky do 25° severní šířky, uváděná šířka se liší v různých pojetích pohoří. Pohoří leží na dotyku Tibetské náhorní plošiny a Jünnansko-kuejčouské vysočiny. Vzniklo vyvrásněním, v důsledku nárazu Indického subkontinentu do Asie (zhruba před 40 milióny let), podobně jako Himálaje, jichž je Cheng-tuan Šan v tomto smyslu pokračováním. Odděluje nížiny v severním Myanmaru od nížin Sečuánské pánve. Pramení zde tři velké řeky odvodňující východní tibetskou náhorní plošinu: Jang-c’-ťiang, Mekong a Salwin (též tzv. Tři souběžné řeky). Pohoří pokrývá velkou část čínské provincie S'-čchuan a rovněž severozápadní části provincie Jün-nan, nejvýchodnější části Tibetské autonomní oblasti a dotýká se jižních oblastí provincie Čching-chaj. Tato oblast zhruba odpovídá historické oblasti známé jako Kham. Nejvyšší hora Miňa Gangkar měří 7556 m n. m. Je to 41. nejvyšší vrchol světa.